# Эйбелл, Джордж Огден
Джордж Огден Эйбелл (англ. George Ogden Abell; 1 марта 1927, Лос-Анджелес — 7 октября 1983, Энсино, США) — американский астроном, профессор Калифорнийского университета в Лос-Анджелесе. Деятельность учёного была посвящена исследовательской астрономии, преподаванию, популяризации науки и образования. Окончил Калифорнийский технологический институт в 1951 году, там же получил докторскую степень (в 1957 году). Началом его карьеры астронома можно считать работу экскурсоводом в обсерватории Гриффита в Лос-Анджелесе.

## Научные достижения
Наиболее известной работой Эйбелла стал каталог скоплений галактик, созданный на основе кропотливого изучения Паломарского атласа неба. Чаще всего каталог называют именем учёного: Каталог скоплений галактик Эйбелла. Работа над каталогом позволила продемонстрировать существование галактических структур второго порядка, опровергающих иерархическую модель Карла Шарлье. Кроме того, в процессе работы было определено как можно использовать светимость скоплений галактик в определении расстояний до удалённых космических объектов.
В каталоге собрана информация об около 4000 скоплениях галактик, среди которых по крайней мере тридцать относительно далёких к нам с величиной красного смещения z=0,2. В оригинальной редакции каталога Эйбелла приведены сведения о скопления галактик, обнаруженных в северном полушарии звёздного неба. В 1989 году, после смерти учёного, был опубликован расширенный каталог, включающий и объекты южного полушария.
Известен также другой каталог Эйбелла — каталог 86 планетарных туманностей (1966 год).
Вместе с Робертом Харрингтоном в 1955 году открыл короткопериодическую комету 52P (комета Харрингтона — Эйбелла).
Совместно с Петером Голдрайхом установил, что образование планетарных туманностей связано со сбросом внешней оболочки красных гигантов и их превращению в белые карлики.

## Общественная и преподавательская деятельность
Джордж Эйбелл уделял большое внимание образованию молодых людей, в течение более 20 лет работал преподавателем в Летней научной программе для учащихся средней школы. Участвовал в создании телевизионных образовательных сериалов, в частности в серии фильмов BBC «Понятие времени и пространства» (англ. Understanding Times and Space).
В своих научных взглядах придерживался строгого научного скептицизма и последовательно боролся против псевдонауки и неакадемических методов исследований, в частности, как и Карл Саган, выступал против методов Иммануила Великовского.
- Эйбелл был одним из основателей Комитета скептических расследований (CSI), некоммерческой организации, занимающейся критическими исследованиями паранормальных и сверхъестественных явлений, и способствовал становлению журнала Skeptical Inquirer[6].
- Был президентом комиссии по космологии в Международном астрономическом союзе, под его руководством было проведено два международных симпозиума (в 1979 и 1982 годах)[1].
- Эйбелл являлся президентом и членом правления Тихоокеанского астрономического общества[7][8].
- С 1970 года являлся членом Британского королевского астрономического общества.

## Память
- В честь учёного был назван астероид (3449) Эйбелл, открытый в 1978 году Элеанор Хелин и Шелте Басом в Паломаре.
- Обсерватория Открытого университета в Милтон-Кинсе (Великобритания) названа в память об астрономе Обсерваторией Джорджа Эйбелла (англ. The George Abell Observatory)[9].